# Коппер-Сентер
Коппер-Сентер (англ. Copper Center, атна Tl’aticae’e) — статистически обособленная местность в зоне переписи населения Коппер-Ривер, штат Аляска, США.

## История
Коппер-Сентер был образован как центр снабжения продовольствием старателей и путешественников в бассейне реки Коппер. В 1901 году были построены телеграфная станция и почта, а уже в следующем году основаны гостиница и придорожная закусочная. К 1910 году в окрестностях американскими поселенцами было построено более 50 домов.

## География
Расположен на западном берегу реки Коппер, в месте, где она принимает приток Клутина, в 25 км к юго-востоку от Гленналлена и в 160 км к северу от города Валдиз. Площадь города составляет 35,6 км², из которых 35,6 км² — суша и 0 км² — открытые водные пространства.
Минимальная когда-либо зафиксированная температура: −59 °C; максимальная: +36 °C.

## Население
По данным переписи 2000 года население статистически обособленной местности составляло 362 человека. Расовый состав: коренные американцы — 46,69 %; белые — 48,07 %; афроамериканцы — 0,28 %; и представители двух и более рас — 4,97 %. Доля лиц латиноамериканского происхождения любой расы составляет 0,83 %.
Из 132 домашних хозяйств в 40,2 % — воспитывали детей в возрасте до 18 лет, 37,1 % представляли собой совместно проживающие супружеские пары, в 19,7 % семей женщины проживали без мужей, 33,3 % не имели семьи. 28,8 % от общего числа семей на момент переписи жили самостоятельно, при этом 7,6 % составили одинокие пожилые люди в возрасте 65 лет и старше. В среднем домашнее хозяйство ведут 2,74 человек, а средний размер семьи — 3,39 человек.
Доля лиц в возрасте младше 18 лет — 38,7 %; лиц от 18 до 24 лет — 7,2 %; лиц от 25 до 44 лет — 22,7 %; лиц от 45 до 64 лет — 23,2 % и лиц старше 65 лет — 8,3 %. Средний возраст населения — 31 года. На каждые 100 женщин приходится 106,9 мужчин; на каждые 100 женщин в возрасте старше 18 лет — 109,4 мужчин.
Средний доход на совместное хозяйство — $32 188; средний доход на семью — $42 500. Средний доход на душу населения — $15 152. Около 18,5 % семей и 18,8 % жителей живут за чертой бедности, включая 23,1 % лиц в возрасте младше 18 лет и 6,9 % лиц старше 65 лет.

## Образование
На территории статистически обособленной местности расположена школа Кенни-Лейк, которая входит в состав школьного округа Коппер-Ривер.